# Clawson (Michigan)
Clawson è un comune degli Stati Uniti d'America, situato nello Stato del Michigan, nella Contea di Oakland. La città fa parte dell'area metropolitana di Detroit.